# Djougou I
Djougou I ist ein Arrondissement im Département Donga im westafrikanischen Staat Benin. Es ist eine Verwaltungseinheit, die der Gerichtsbarkeit der Kommune Djougou untersteht.

## Demografie und Verwaltung
Gemäß der Volkszählung 2013 des beninischen Statistikamtes INSAE hatte das Arrondissement 36.296 Einwohner, davon waren 18.140 männlich und 18.156 weiblich.
Von den 122 Dörfern und Quartieren der Kommune Djougou entfallen 15 auf Djougou I:
1. Founga
2. Gah
3. Gogoniga
4. Kamouhou
5. Kilir
6. Madina
7. Morwatchohi
8. Pétoni-Poho-Partago
9. Pétoni-Poho-Gorobani
10. Sapaha
11. Sassirou
12. Sèlrou
13. Soubroukou
14. Taïfa
15. Zongo